# Marisma salina

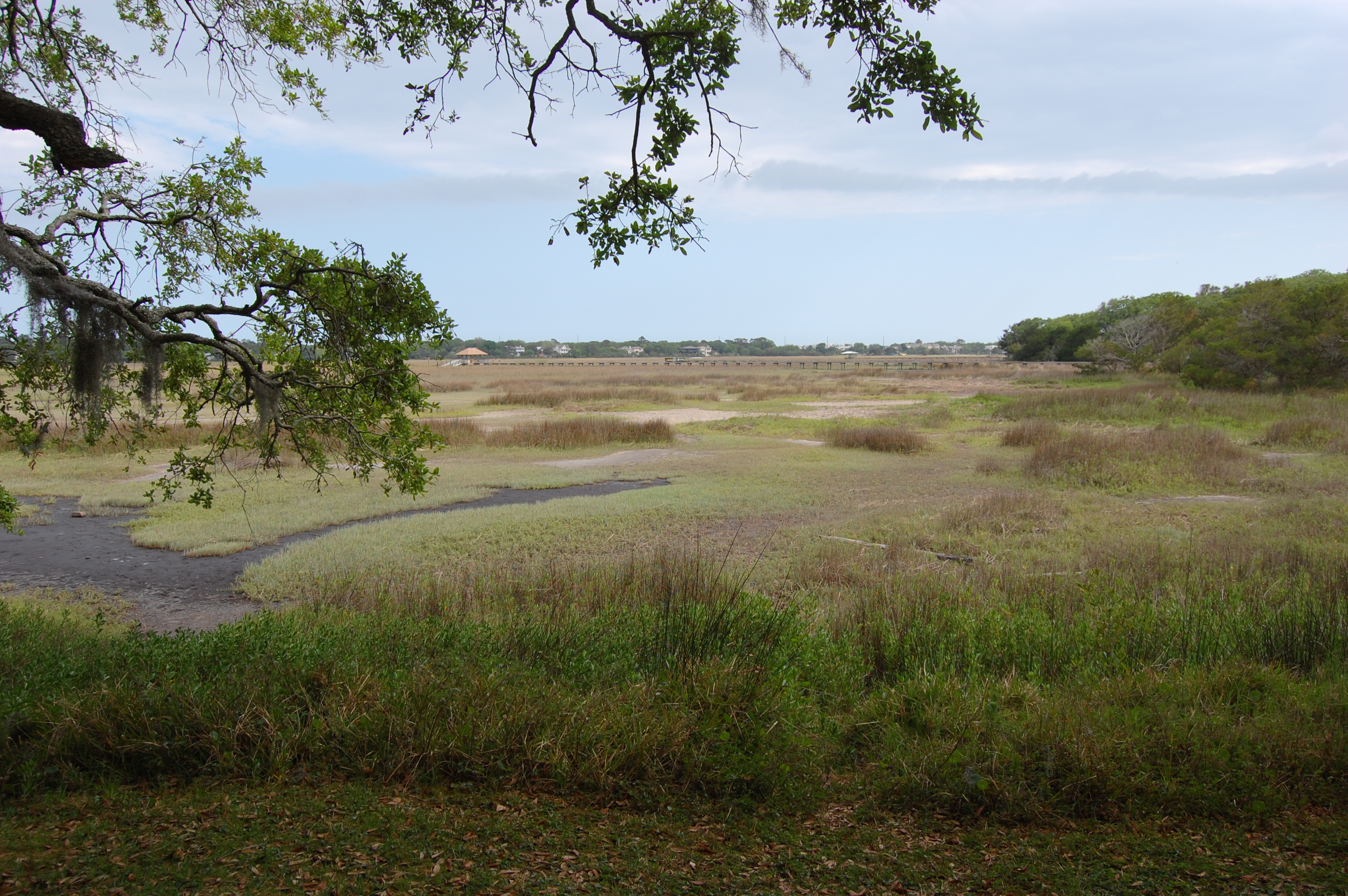
Marisma salina.

Una marisma salina es un medio ambiente en la  zona intermareal costera superior entre la tierra y el agua salobre o salada, dominado por grupos densos de plantas halófitas (tolerantes a la sal) como hierbas, gramíneas o arbustos bajos. Estas plantas son terrestres en origen y son esenciales para la estabilidad de la marisma salina en atrapar y atar sedimentos. Las marismas salinas tienen un papel importante en la red trófica acuática y la exportación de nutrientes a aguas costeras. También mantienen animales terrestres como aves migrantes además de proveer protección costera.